# Kapradinka
Kapradinka (Woodsia) je jediný rod čeledi kapradinkovité (Woodsiaceae) z řádu osladičotvaré (Polypodiales). Jsou to drobné kapradiny, rostoucí v severním mírném pásu a v tropických horách. V České republice se vyskytuje kapradinka skalní.

## Popis
Kapradinky jsou drobné kapradiny s listy v přízemní růžici. Oddenky jsou vystoupavé nebo vzpřímené, výjimečně horizontální, s kopinatými plevinami. Kořeny jsou černavé, drátovité. Listy na zimu odumírají nebo vytrvávají do příští sezóny. Sterilní listy se tvarově neliší od fertilních. Řapík je nejčastěji kaštanově hnědý až tmavě purpurový a dosahuje délky 1/5 až 3/4 listové čepele a nemá zvětšenou bázi. V bázi řapíku jsou 2 okrouhlé cévní svazky, v opačné části řapíku se spojující v jeden cévní svazek ve tvaru písmene U. Báze řapíků jsou obvykle vytrvalé a tvoří tlustý lem kolem oddenku. Čepel listů je bylinná, čárkovitá, kopinatá nebo vejčitá, 1x až 2x zpeřená, nejširší obvykle v polovině. Žilky jsou volné, jednoduché nebo vidličnatě větvené, končící před okrajem listu.
Výtrusné kupky jsou kulaté, kryté ostěrou, umístěné v jedné řadě mezi střední žilkou a okrajem posledního segmentu listu. Ostěra je členěná do několika až mnoha vláknitých nebo šupinovitých segmentů obklopujících výtrusnou kupku, nezřídka pýřitá nebo žláznatá. Ostěry jsou vytrvalé, za zralosti výtrusnic jsou však málo patrné. Výtrusnice mají ve střední části tkáň tvořenou 2 až 3 řadami buněk. Spory jsou monoletní, bez chlorofylu.

## Rozšíření
Rod kapradinka zahrnuje asi 35 druhů. Rostou typicky v horských oblastech severní polokoule, většinou na skalnatých stanovištích, pouze mnohotvárný druh Woodsia montevidensis zasahuje i do And a jižní Afriky.

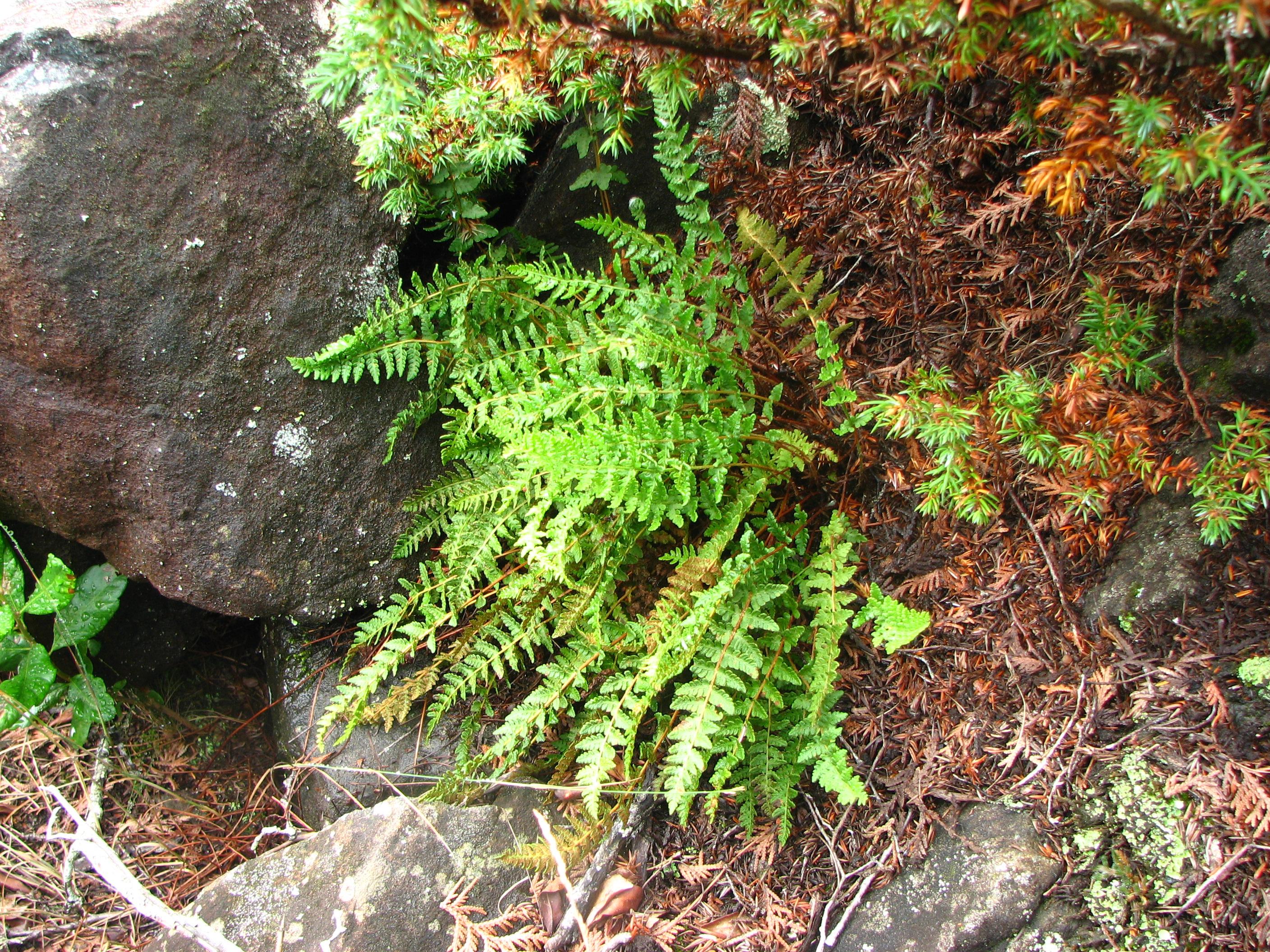
Kapradinka skalní (Woodsia ilvensis) na hadcových skalách

V současné květeně České republiky je zastoupen jediný druh, kapradinka skalní (Woodsia ilvensis). Kapradinka alpínská (Woodsia alpina), se vyskytovala ve Velké kotlině v Hrubém Jeseníku a nyní je vedena jako nezvěstná. V severní Evropě a v evropských horách (Alpy, Pyreneje, Karpaty) se vyskytuje kapradinka Woodsia glabella. Všechny 3 evropské druhy mají rozsáhlý areál výskytu zahrnující Evropu, Asii i Severní Ameriku.

## Taxonomie
V minulosti byly kapradinkovité kladeny do blízkosti čeledi kapraďovité (Dryopteridaceae), molekulární výzkumy však tuto dedukci nepotvrdily.
V současné taxonomii je čeleď kapradinkovité řazena do vývojové větve leptosporangiátních kapradin nazývané 'Eupolypods II'. Rody Cheilanthopsis, Hymenocystis a Protowoodsia byl vřazeny do rodu kapradinka (Woodsia).

## Zástupci
- kapradinka alpínská (Woodsia alpina)
- kapradinka skalní (Woodsia ilvensis)